# معماری آمریکا

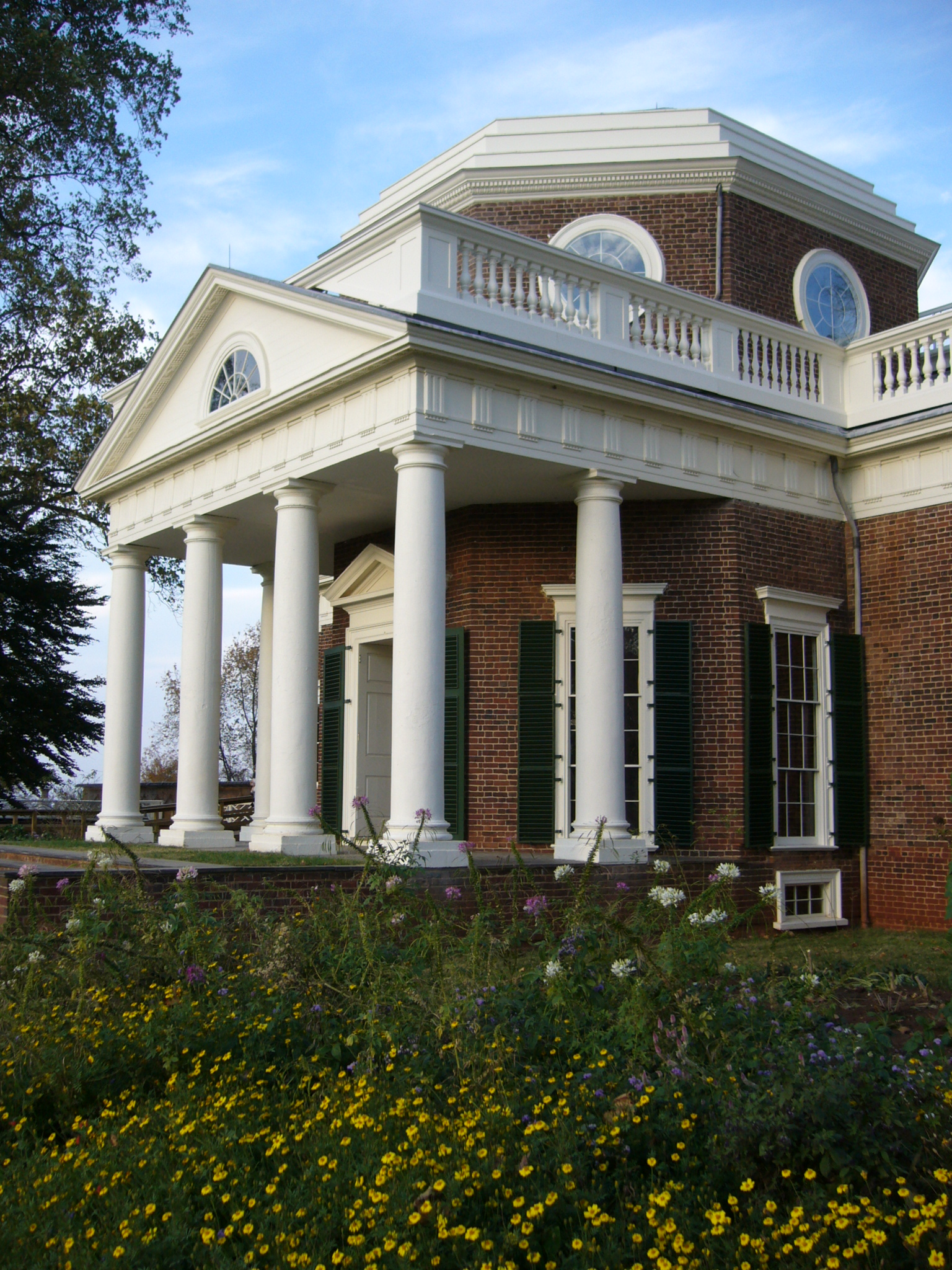
محل اقامت توماس جفرسون، رئیس جمهور آمریکا که خود معمار بود. ساختمان مانتیسلو، امروزه یکی از میراث جهانی یونسکو به‌شمار می‌رود.

معماری آمریکا دارای خصلت هایی است برگرفته از سبکهای دیگر است ولی در عین حال ویژگی‌های منحصر به فرد خود را دارد. معماری در هویت و تاریخ و فرهنگ آمریکا دارای اهمیت خاصی بوده‌است به‌طوری‌که رئیس‌جمهور هایی همانند توماس جفرسون و بیل کلینتون طراحی ساختمان های محل سکونتشان را خود بر عهده داشتند.

## ویژگی‌ها
- حومه نشینی
- تجاری گرایی

## آغاز
سرخ‌پوستان آمریکا دارای هنر و معماری بودند که بر هویت این سرزمین بی تأثیر نبوده‌است.
بر خلاف اروپا در آمریکا خبری از شیوه‌هایی نظیر گوتیک و رنسانس در آغاز توسعه معماری آمریکا دیده نمی‌شود. داستان معماری در ایالات متحده آمریکا با سبکهای کولونیال اسپانیا در سرزمینهای غرب (به انگلیسی: Spanish Colonialism) و کولونیال انگلیسی در شرق (به انگلیسی: English Colonialism) آغاز می‌گردد. هیچ یک از این دو شیوه به صورت احیایی (به انگلیسی: revival) نبودند بلکه ادامه‌رو و هم‌زمان با اروپا در آمریکا به‌طور مستقل توسعه پیدا کردند.

## مشاهیر
آمریکا با مجموعا ۸ برنده، بیشترین تعداد برندگان جایزه معماری پریتزکر را دارد.
بسیاری فرانک لوید رایت را بزرگترین معمار آمریکا دانسته‌اند. با این حال معماران متعددی در آمریکا صاحب نام و شهرت هستند که یا متولد این مرز و بوم اند یا از مهاجرین به این دیار هستند. از گروه نخست می‌توان فیلیپ جانسون، رابرت استرن، تام مین، استیون هال، ریچارد مایر و مایکل گریوز را نام برد. از گروه دوم نیز می‌توان به بزرگانی همچون هلموت یاهن، فرانک گری، والتر گروپیوس، لوئی کان، آی ام پی، سزار پلی، لودویگ میس ون در روهه و ایرو سارینن اشاره کرد.

## نگارخانه

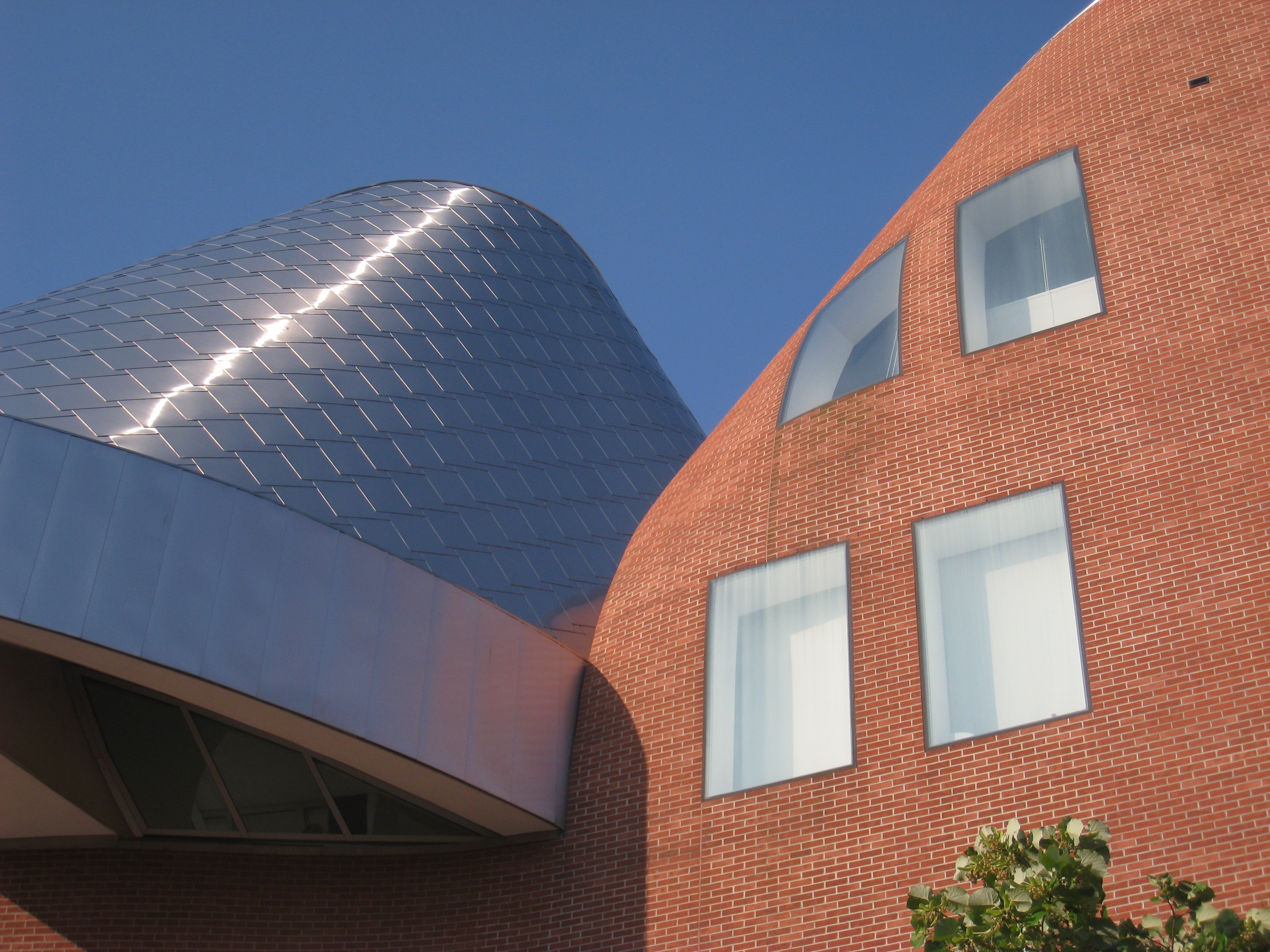
فضاهای انحنادار: ساختمان پیتر بی لوئیس (در دانشگاه کیس وسترن رزرو) اثر فرنک گری
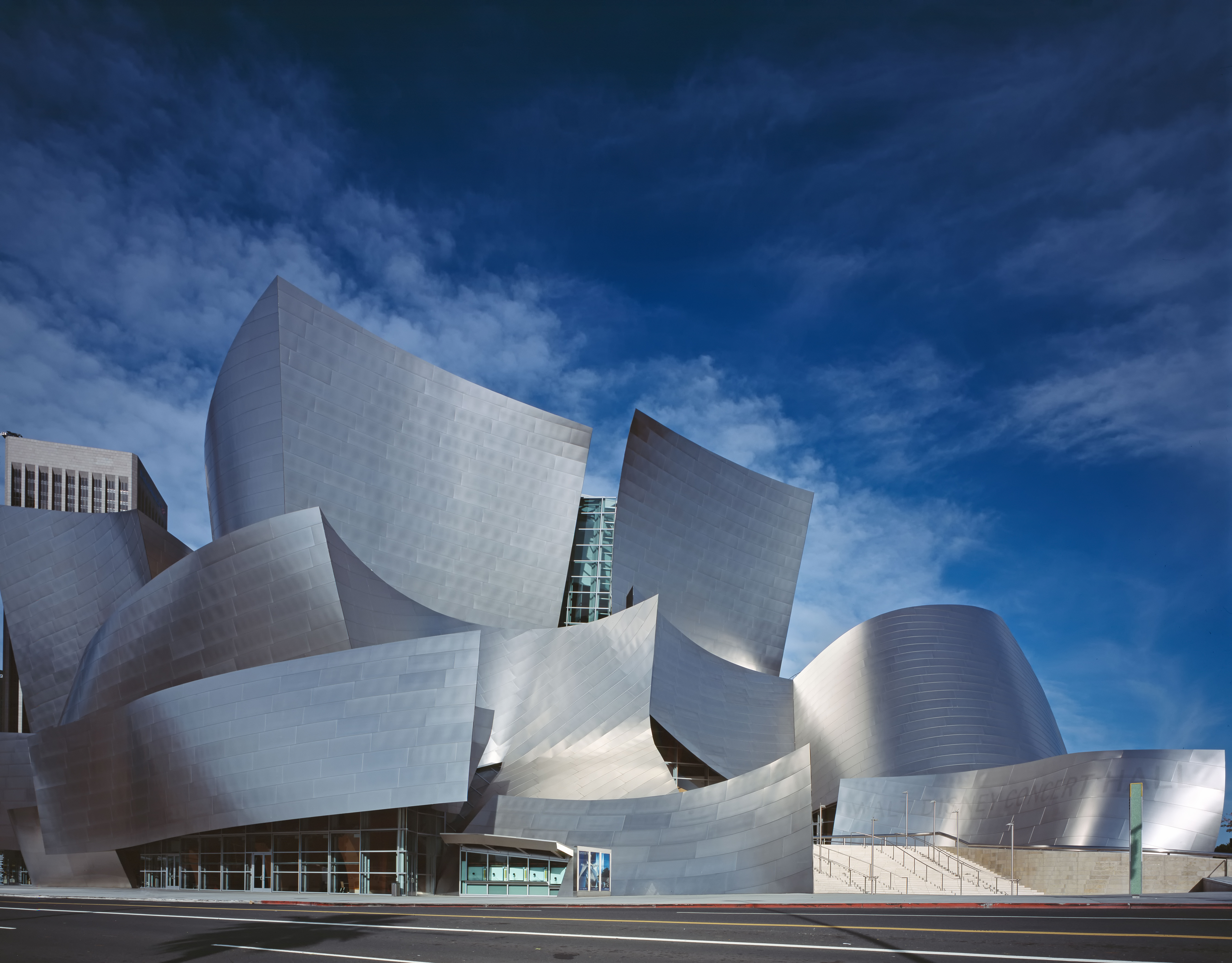
فضاهای معلق: تالار کنسرت والت دیسنی در لس آنجلس
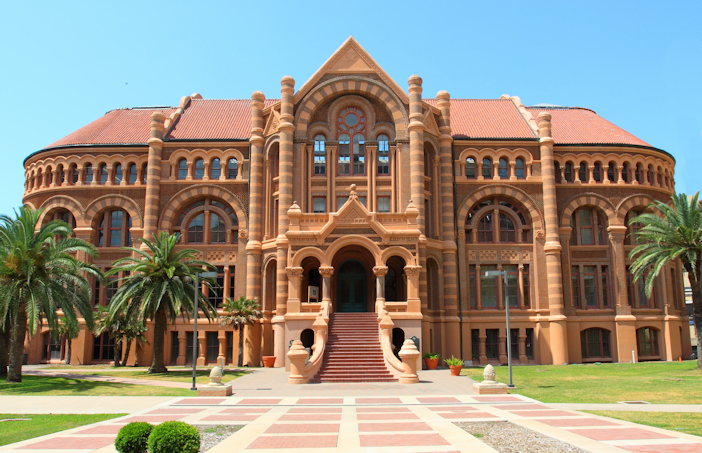
عوامل مؤثر: تأثیرات معماری اسلامی (اندلس) و معماری رومانسک در عمارت اشبل اسمیت
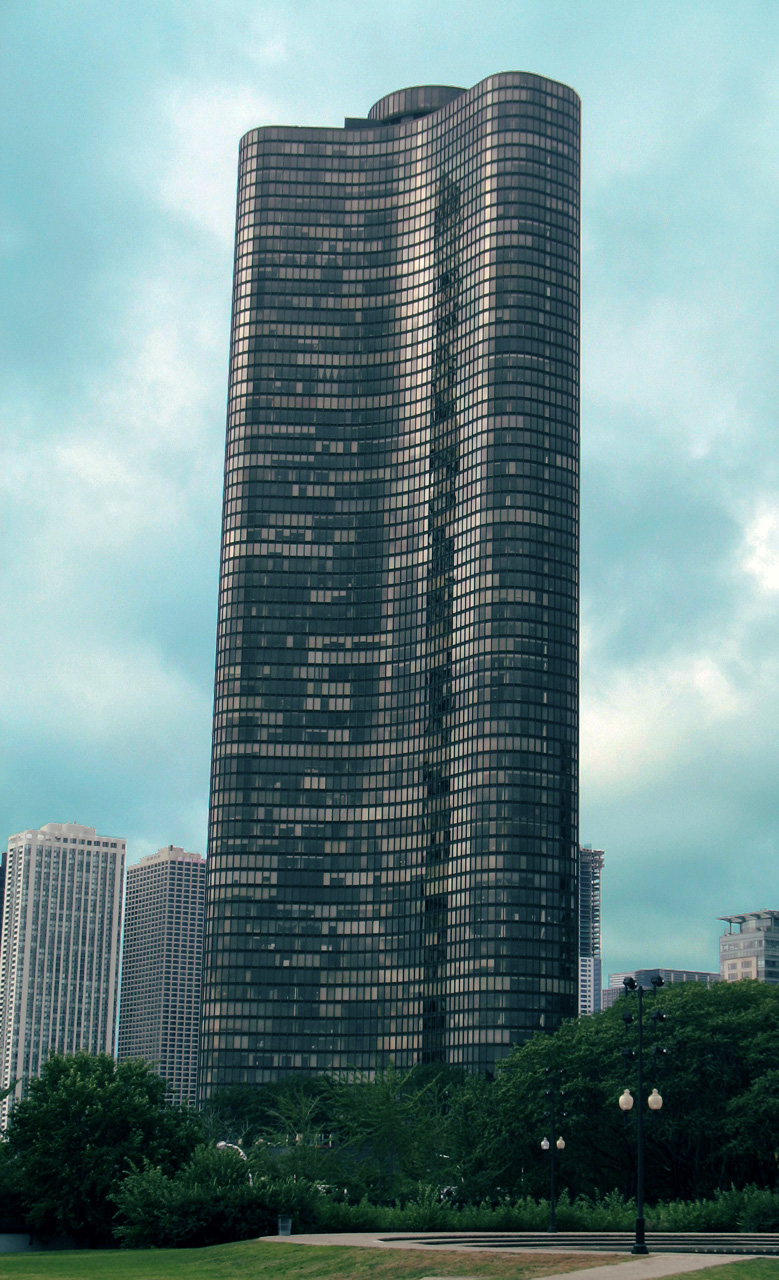
پوشش: ساختمان لیک پوینت تاور ساخته شده در ۱۹۶۸ در شیکاگو: نخستین ساختمانی در جهان که به‌طور کامل توسط شیشه پوشش (wrap) داده شد.
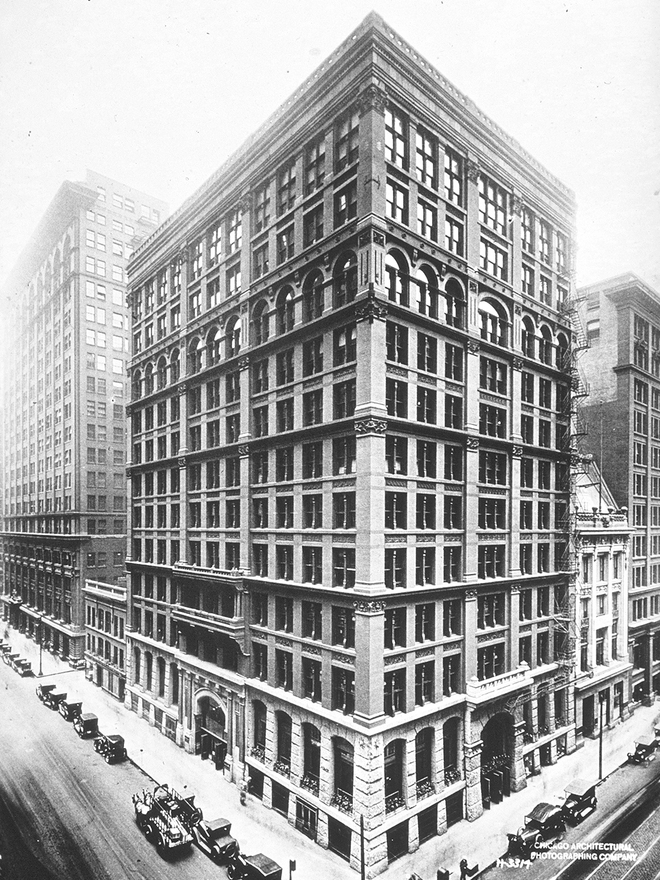
برج‌سازی و تاریخ آن:  ساختمان بیمه شیکاگو  ساخت شده در ۱۸۸۴ در شیکاگو
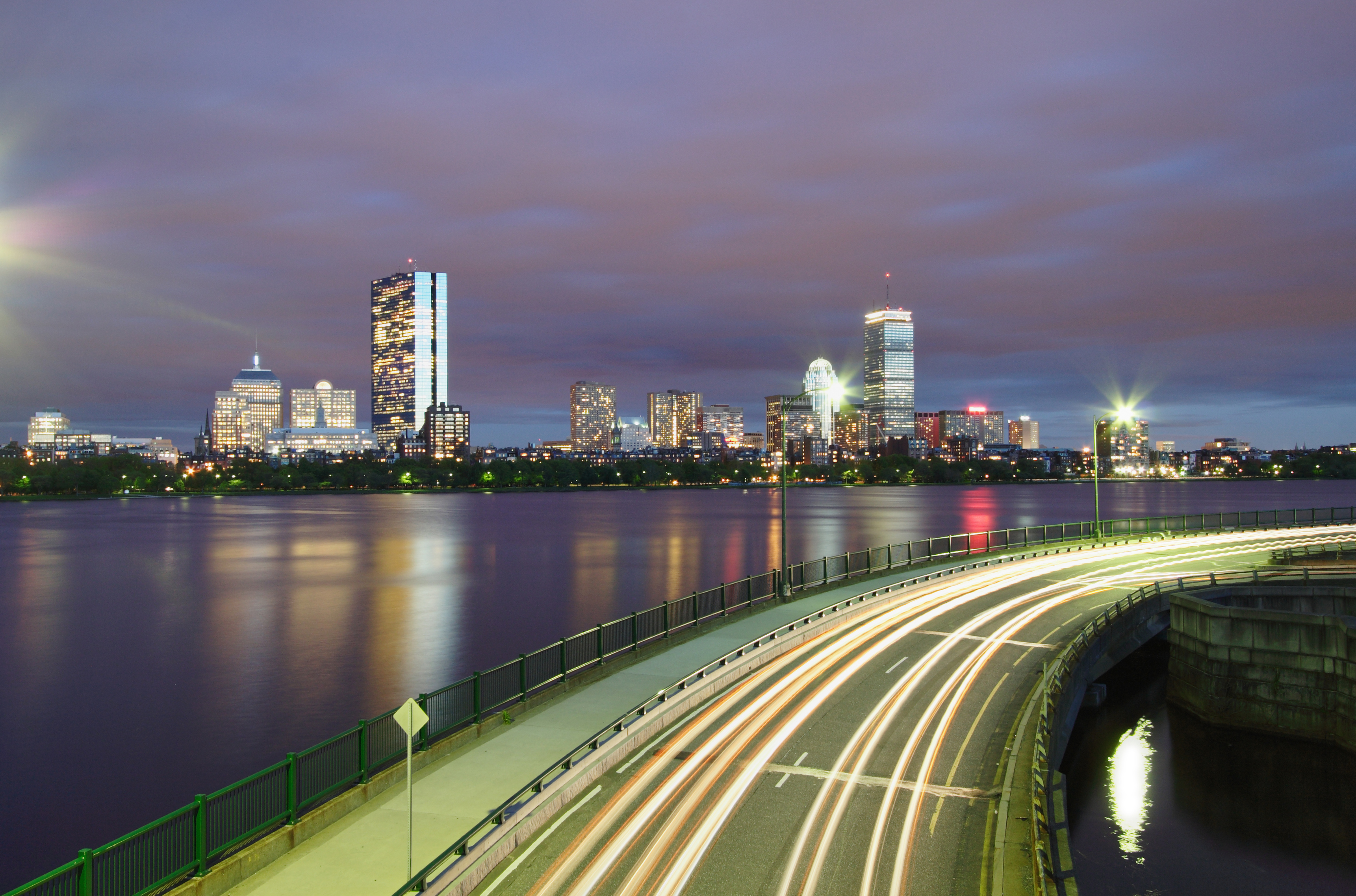
شبکه شاهراه‌های اتصالی سراسری بین ایالتی
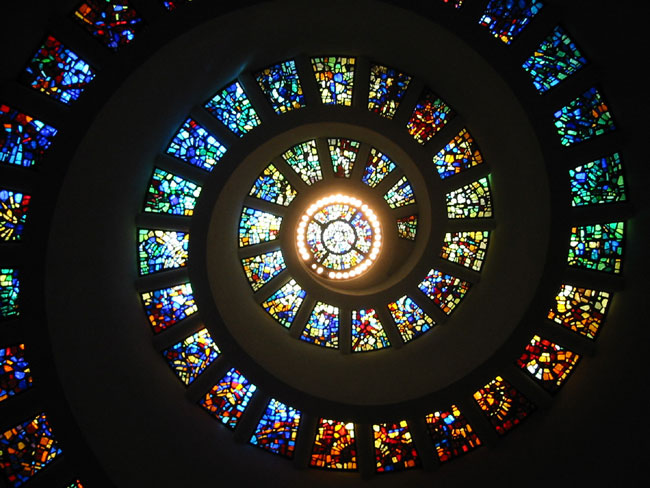
فضاهای روحانی: سقف تالار نیایشگاه شکرگزاری در دالاس اثر فیلیپ جانسون.
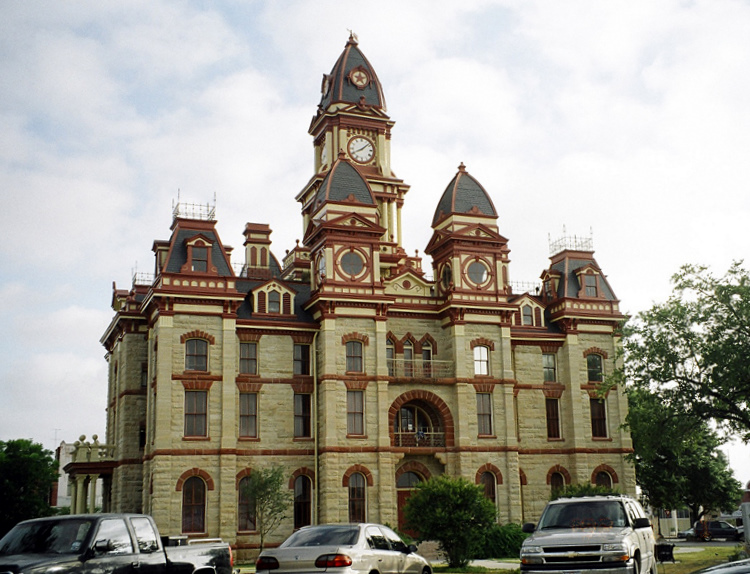
فرمهای سنتی: ساختمان تاریخی دادگاه شهرستان کالدول در تگزاس
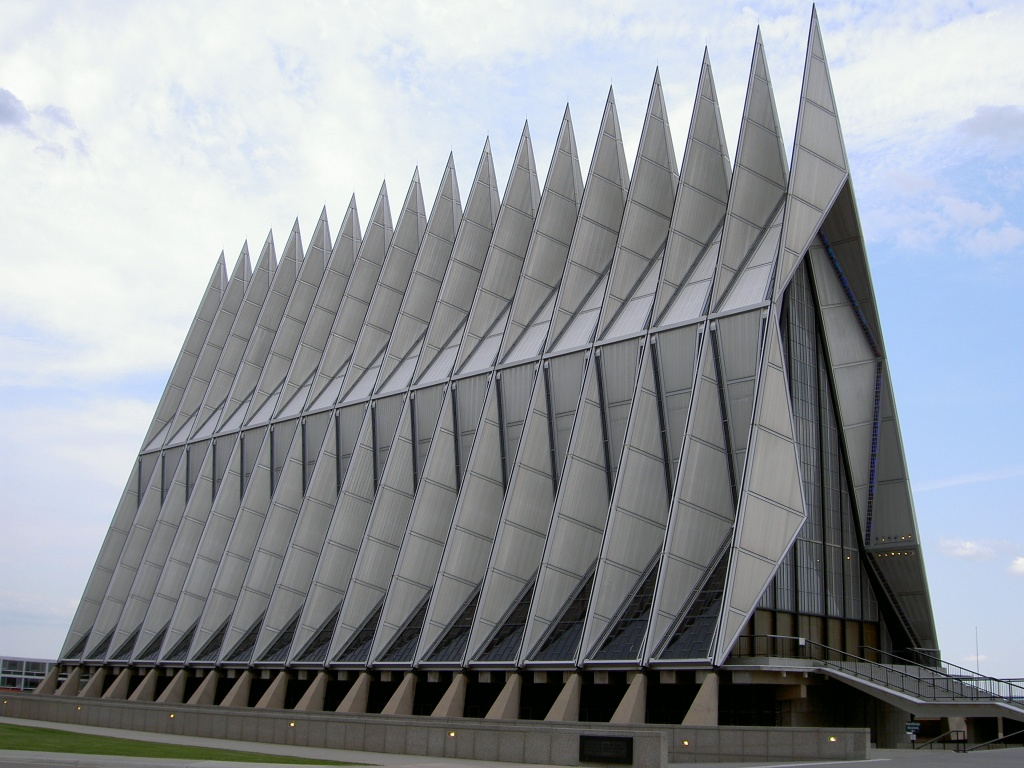
بناهای متمرکز: سالن آکادمی نیروی هوایی ایالات متحده آمریکا
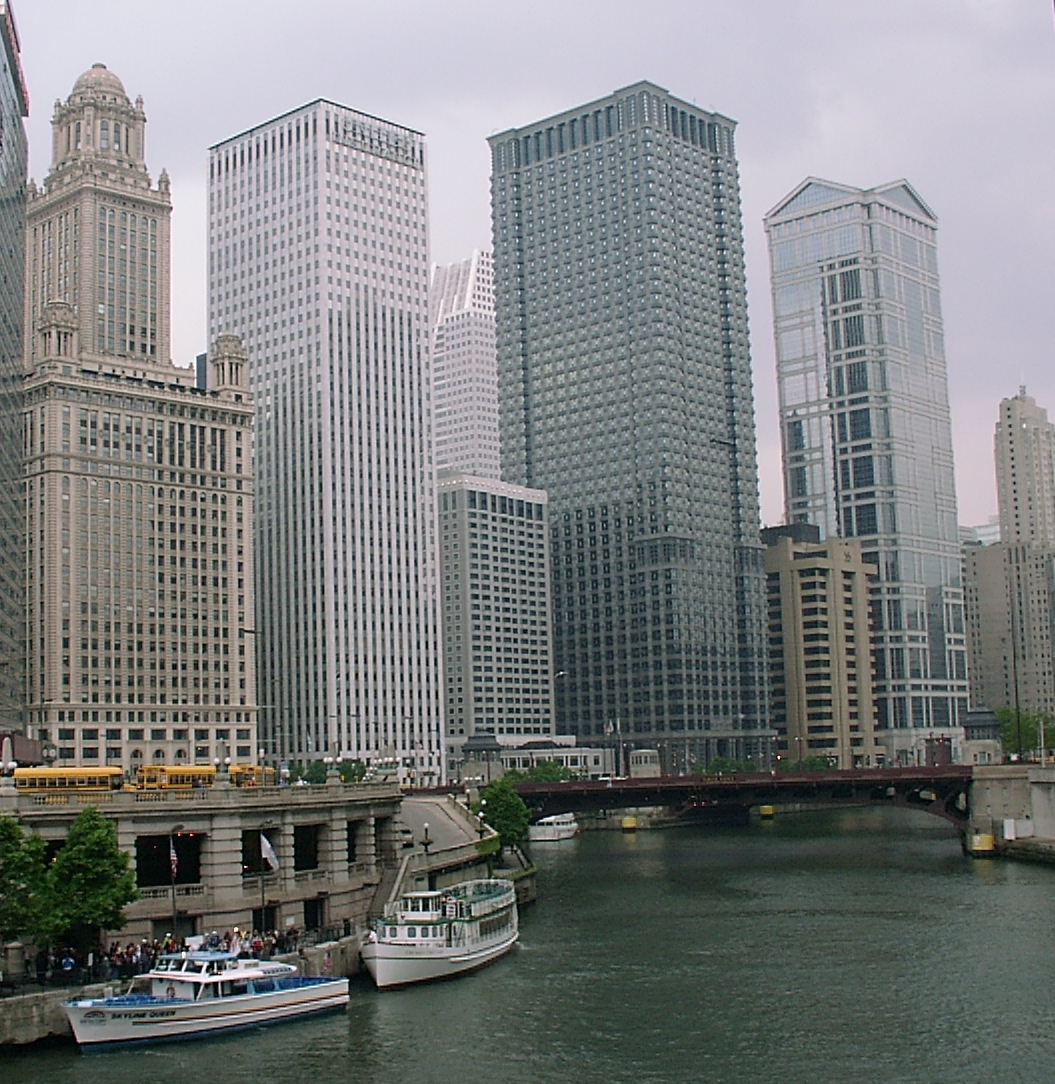
فضاهای شهری: مرکز شهر شیکاگو
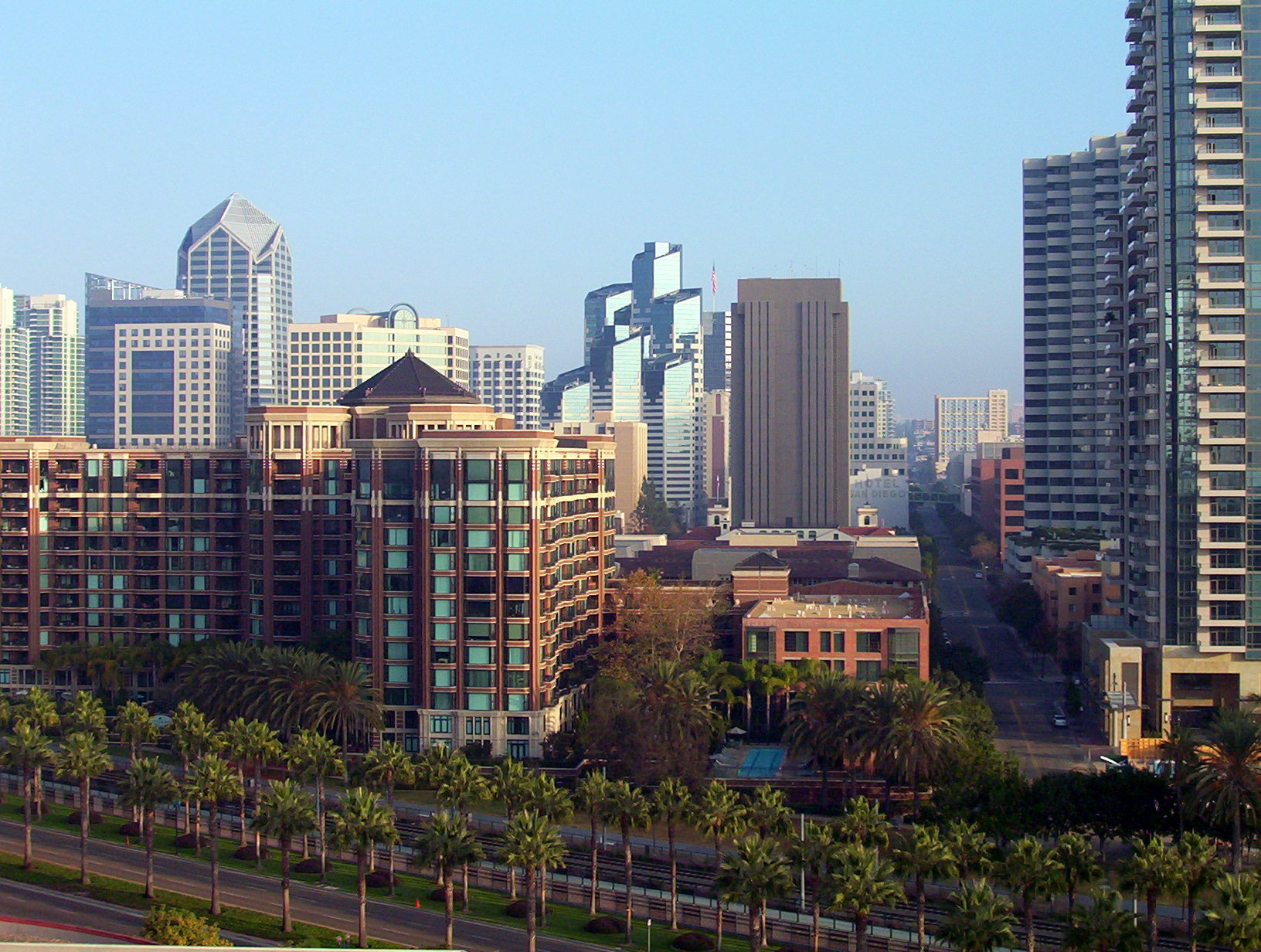
فضاهای تجاری: سن دیگو
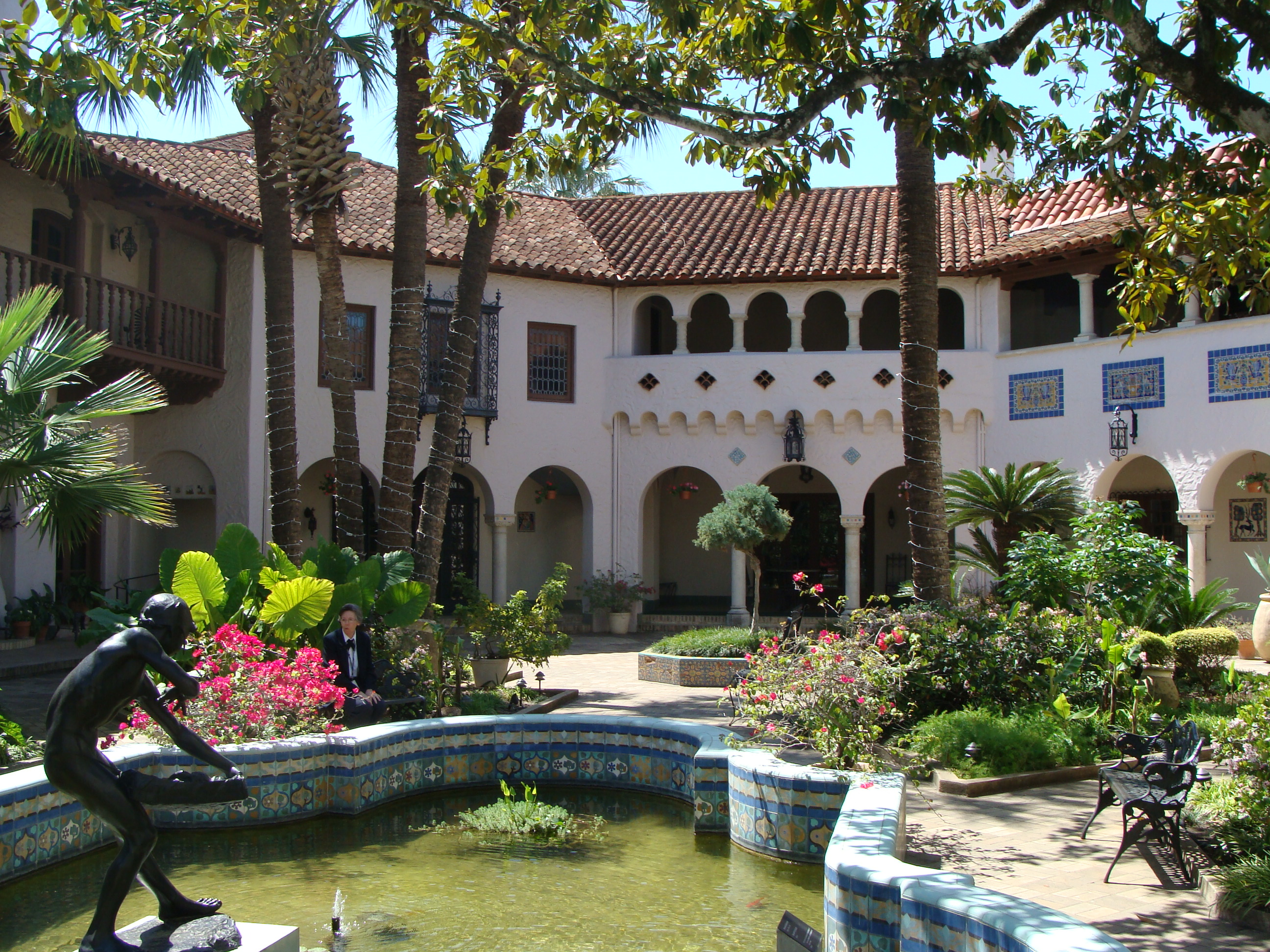
معماری بجامانده از دوران استعماری اسپانیا: موزه هنر مک نی